# Stanisław Bukowy
Stanisław Bukowy (ur. 27 kwietnia 1920 w Jarosławiu, zm. 25 sierpnia 2002 w Sosnowcu) – polski geolog, profesor nauk przyrodniczych. Specjalizował się w zakresie paleozoiku śląsko-krakowskiego.

## Młodość
Do szkoły podstawowej uczęszczał w rodzinnym Jarosławiu. Tuż przed wybuchem wojny (1939) ukończył tamtejsze Gimnazjum Matematyczno-Przyrodnicze. Podczas wojny trafił najpierw do obozu jenieckiego w bawarskim Hersbruck, następnie do Francji, gdzie został oswobodzony przez żołnierzy amerykańskich (2 Armia gen. Pattona).
Jeszcze w 1945 podjął studia na Wydziale Fizyczno-Chemicznym Uniwersytetu w niemieckim Erlangen. W 1947 postanowił wrócić do Polski, by rozpocząć studia geologiczne na Uniwersytecie Jagiellońskim. Studia te (geologia i paleontologia) ukończył w 1951, broniąc pracy dyplomowej Geologia obszaru pomiędzy Krakowem a Korzkwią. Będąc jeszcze studentem (1951), pracował jako asystenta swego promotora, prof. Mariana Książkiewicza.

## W Państwowym Instytucie Geologicznym (PIG)
W 1955 przyjął propozycję prof. Stanisława Siedleckiego i rozpoczął pracę w Czeladzi, w Górnośląskiej Stacji Terenowej PIG. Jednocześnie (lata 1953-1972) zajął się pracą dydaktyczną w krakowskiej Wyższej Szkole Pedagogicznej. Od 1963 pracował w Instytucie na stanowisku docenta. W 1974 rozpoczął, od podstaw, organizację Wydziału Nauk o Ziemi Uniwersytetu Śląskiego. Pełnił tam funkcję kierownika Katedry Geologii Ogólnej, prowadząc jednocześnie wykłady z geologii dynamicznej i tektoniki. Natłok obowiązków na Uniwersytecie Śląskim skłonił go do zakończenia, po 24 latach pracy, współpracy z Instytutem.

## Dalsza kariera
W 1985 uzyskał stopień doktora habilitowanego, na Wydziale Biologii i Nauk o Ziemi Uniwersytetu Jagiellońskiego, za pracę Struktury waryscyjskie regionu śląsko-krakowskiego. W latach 1987–1990 był dziekanem Wydziału Nauk o Ziemi Uniwersytetu Śląskiego. W 1988 Rada Państwa nadała mu tytuł profesora. Był honorowym członkiem Polskiego Towarzystwa Goelogicznego oraz Związku Nauczycieli Polskich.
W 1990 przeszedł na emeryturę. Pomimo tego wspierał swoją uczelnię Uniwersytet Śląski, i już tylko jako wolonatriusz, prowadził wykłady oraz zajęcia seminaryjne z zakresu geologii ogólnej, a także z historii cywilizacji oraz kultur starożytnych.

## Publikacje
- Sedymentacja warstw egzotykowych paleocenu Karpat w okolicy Rzeszowa (praca doktorska, 1962)
- Struktury waryscyjskie regionu śląsko-krakowskiego (rozprawa habilitacyjna, 1985)